# Waldschmidthaus
Das Waldschmidthaus, offiziell Rachelschutzhaus, ist eine Berghütte des Freistaats Bayern. Sie ist 1360 m ü. NHN hoch gelegen am Großen Rachel im Nationalpark Bayerischer Wald.

## Geschichte
Das Gebäude liegt direkt unterhalb dem mit 1453 m ü. NHN zweithöchsten Gipfel des Bayerischen Waldes. Es wurde 1912 von der Sektion Spiegelau des Bayerischen Wald-Vereins erbaut, am 1. September 1912 eingeweiht und nach Maximilian Schmidt, genannt Waldschmidt, benannt. Die Baukosten von 12.000 Mark wurden zu zwei Dritteln durch Schuldverschreibungen aufgebracht, die nach einem kriegsbedingten Rückgang der Besucherzahlen nicht mehr getilgt werden konnten. Deshalb wurde das Waldschmidthaus 1920 versteigert und von einem örtlichen Fuhrmann erworben. Die Gastronomie und die ursprünglich 46 Schlafplätze wurden in der Folgezeit zunächst von dessen Familie bewirtschaftet und später verpachtet. Ab 2012 waren wegen Brandschutzauflagen keine Übernachtungen mehr möglich, in der Saison 2017 wurde wegen baulicher Mängel auch der gastronomische Betrieb eingestellt.
Im November 2017 erwarb der Freistaat Bayern die Immobilie und wies sie der Nationalparkverwaltung zu. Im April 2018 wurde das Haus unter neuem Pächter wieder eröffnet. Aufgrund der Schließungen und anschließenden Einschränkungen infolge der COVID-19-Pandemie sah dieser bei den verengten Platzverhältnissen in dem Haus „wirtschaftlich, gesundheitlich und rechtlich ein nicht kalkulierbares, existentielles Risiko“ und kündigte daher den Pachtvertrag im Mai 2020. Nachdem eine durch die Nationalparkverwaltung vorgesehene Gebäudesanierung zunächst Ende 2021 beginnen sollte, sahen Planungen vom Januar 2022 eine Bauzeit zwischen Juli 2022 und Ende 2023 vor. Bei der Sanierung mit Gesamtkosten von 2,7 Millionen Euro sollen vier Gästezimmer mit zusammen zwölf Betten erhalten bleiben, in einem neu errichteten Anbau sind eine Pächterwohnung sowie Räume für Bergwacht und Nationalpark-Ranger vorgesehen. Kurz vor dem geplanten Baustart gab das Staatliche Bauamt Passau bekannt, dass wegen der gestiegenen Baupreise eine Neubudgetierung nötig sei, die erst 2023 erfolgen könne. Die für die Saison 2024 geplante Wiedereröffnung verschob sich damit um einen noch nicht absehbaren Zeitraum.

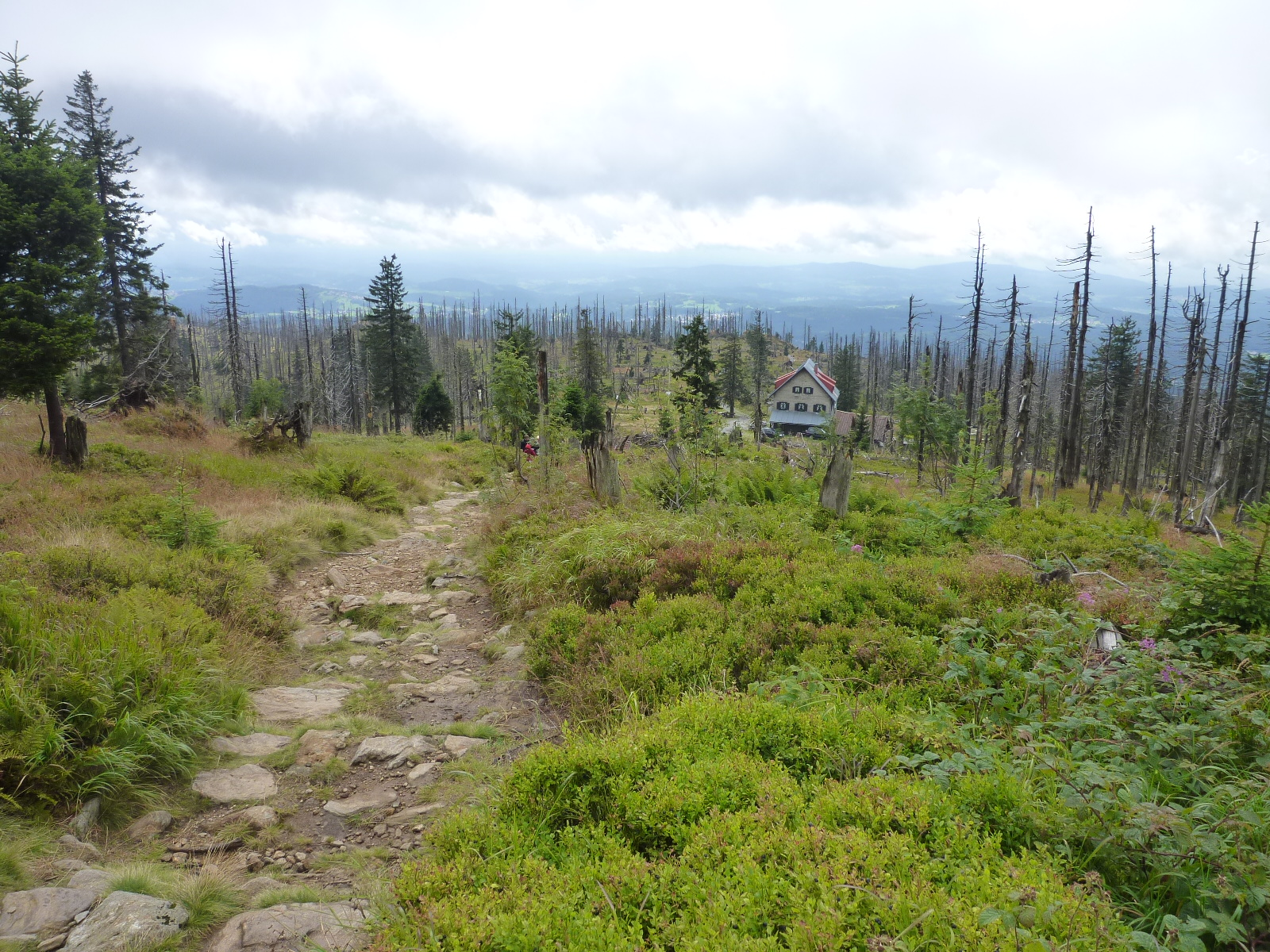
Blick vom Großen Rachel zum Waldschmidthaus

Vom nahe gelegenen Aussichtsfelsen öffnet sich ein Blick auf den Rachelsee und hinüber zum Lusen, ein  umfassendes Panorama bietet der etwa 15 Gehminuten entfernte Gipfel des Großen Rachels, von dem bei Föhneinfluss auch die Bayerischen Alpen zu sehen sind. Ebenfalls von der Hütte aus zu erreichen ist der weniger bekannte Kleine Rachel.

## Aufstiege
- vom Parkplatz Gfäll in 1 Std
- vom Klingenbrunner Bahnhof (756 m) in 2 Std
- von Frauenau (750 m) in 2,5 Std
- von Spiegelau über Föhraufilz und Gfällparkplatz in 3 Std
- von der Racheldiensthütte (875 m) über Rachelsee und Großer Rachel in 3 Std